# Vukoman Šalipurović
Vukoman Šalipurović (Pribojska Goleša, 21. januar 1925 — 10. maj 1981) je bio je pisac. 
Vukoman je učio je gimnaziju u Prijepolju i Novoj Varoši. Učesnik je narodno-oslobodilačkog rata od 1941 do 1945. godine. Završio je višu političku školu u Beogradu. Sarađivao je u mnogobrojnim listovima i časopisima, mahom prilozima istraživačko-naučnog karaktera vezanim za istorijsko-kulturnu prošlost Novopazarskog Sandžaka i Užičkog kraja. Bio je urednik i sekretar redakcije Zbornika sećanja o Trećoj proleterskoj brigadi.

## Bibliografija
- Устанак у западном делу Старе Србије 1875-1878. Титово Ужице: Вести. 1968.
- Раоничка буна: Аграрни покрет у западним крајевима Старе Србије. 1. Сјеница: Општинска заједница образовања. 1969.
- Раоничка буна: Аграрни покрет у западним крајевима Старе Србије. 2. Прибој: Општинска заједница образовања. 1970.
- Српске школе и просвета у западним крајевима Старе Србије у XIX веку. Прибој: Општинска заједница образовања. 1970 (sa Radmilom Petković-Popović )
- Попис становништва Сјеничке казе 1912. Београд: Издавачко-штампарско предузеће ПТТ. 1971.
- Културно-просветне и политичке организације у Полимљу и Рашкој 1903-1912. Нова Варош: Општинска заједница образовања. 1972.
- Милешевска штампарија 1544-1557 (1. изд.). Пријепоље: Полимље. 1972.
- Прилози за историју грађевинарства у средњем Полимљу у XIX веку. Београд: Филозофски факултет. 1979.